# Hermann Göhler
 Hermann Göhler (* 26. Juli 1874 in Neustadt an der Weinstraße; † 27. Juli 1959 Karlsruhe) war ein deutscher Maler und Kunstgewerbler.

## Leben
Hermann Göhler war Sohn eines Lokomotivführers. Er besuchte die Realschule in Neustadt. Danach begann er an der Kunstgewerbeschule in München eine Ausbildung zum Dekorationsmaler, wo er von 1889 bis 1991 bei Karl Max Gebhardt studierte. 1891 wechselte er an die Badische Kunstgewerbeschule, wo er Schüler von Karl Eyth im Fach Dekorationsmalerei wurde. Eyth nahm ihn wegen seiner überdurchschnittlichen Fähigkeiten als Maler 1898 als Assistent an. 1894 ging Göhler an die Badische Kunstakademie und besuchte die Malklasse von Ernst Schurth, Carlos Grethe und jene des Portraitmalers Caspar Ritter. Im Frühjahr 1897 unternahm er seine erste Italienreise nach Venedig und an die Riviera. Im Herbst 1897 wurde er Meisterschüler von Ferdinand Keller.
1898 wurde Hermann Göhler als „nicht etatmäßiger“ Lehrer im Fach Dekorationsmalerei an der Karlsruher Kunstgewerbeschule eingestellt. Ab 1905 war seine Dozententätigkeit „etatkonform“. Zahlreiche weitere Reisen, die ihn nach Südost- und Westeuropa führten, darunter mehrmals nach Paris, 1907 von Genua nach Venedig durch das östliche Mittelmeer über Smyrna bis nach Konstantinopel.  1908 folgte eine Reise in die Dolomiten, woraufhin er in den Folgejahren häufig in den Alpen (Oberitalienische Seen, Kochelsee, Schliersee, Tegernsee) war. Köhler war evangelischen Bekenntnisses, er blieb ledig.
Die anlässlich der Reisen gewonnenen Eindrücke bildeten Sujets für zahlreiche seiner nach eigenen Angaben etwa 1000 Gemälde und über 1100 Öl- und Temperastudien. So entstanden in Italien mehrere Landschaftsansichten, die Göhlers Frühwerk dominieren. 1913 unternahm er eine Reise nach England, um Studien von Londoner Parks und deren Umgebung anzufertigen. Das Geschehen in den königlichen Parks und Gartenanlagen von Paris waren maßgebende Motive für seine idealisierte Darstellung von Natur und Mensch, den Hermann Göhler präferiert in der Mode des Rokoko und Biedermeier darstellte.
1901 nahm Göhler an der Ersten Deutschen Glasmalerei-Ausstellung in Karlsruhe teil und erhielt die silberne Medaille für Kunst und Wissenschaft des Zähringer Löwen am Bande. 1905 nahm er mit einem Bildnis der Hofschauspielerin L. P. an der 9. internationalen Kunstausstellung im königlichen Glaspalast in München teil. Ein Jahr darauf war ein Werk Aufziehendes Gewitter am See von ihm auf der internationalen Kunstausstellung in der Kunsthalle Bremen ausgestellt. Ende 1906 fand in der FLORA auf dem Ausstellungsgelände des Botanischen Gartens in Köln die deutsche Kunstausstellung statt, auf der Hermann Göhler ebenfalls mit einem Werk, Das Gartenhaus, vertreten war. Auf der internationalen Kunstausstellung in der Kunsthalle Mannheim 1907 wurde ein weiteres Gemälde, Landschaft von Göhler gezeigt.
Anlässlich der goldenen Hochzeit des badischen Großherzogpaars Friedrich I. und Luise wurde Göhler 1906 der Titel eines Professors verliehen. Eine ordentliche Professur an der Kunstgewerbeschule erhielt er 1914. Im gleichen Jahr nahm er an der 18. jährlichen Ausstellung im Carnegie-Institut in Pittsburgh mit den zwei Gemälden Schloss Monrépos und Schloss Favorite teil. Nach der 1920 erfolgten Zusammenführung von Kunstgewerbeschule und Kunstakademie zur Badischen Landeskunstschule wurde Göhler Lehrer für Naturstudien in der Vorbildungsklasse. Finanzierungsschwierigkeiten der Lehranstalt sorgten 1924 für seine unfreiwillige Pensionierung.
Als 50-jähriger Maler im Ruhestand unternahm Göhler, der selbst passionierter Wintersportler und langjähriges Mitglied des Karlsruher Skiclubs (ab 1905) und des Eislauf- und Tennisvereins (ab 1912) war, in den folgenden Jahren mehrere Reisen zu Urlaubsorten im Alpenraum sowie etwa zum Bodensee, Wörthersee oder Starnberger See. Die dort entstandenen Bilder, in denen seine Abkehr von der subjektiv-historisierenden Figurenzeichnung des 17. und 18. Jahrhunderts offenbar wird, bestimmen das Spätwerk Göhlers.
Als Kunstgewerbler gestaltete Göhler Inneneinrichtungen, Möbel, Plakate, Bucheinbände, Glasmalereien, Festdekorationen, Urkunden und Diplome. Außerdem schuf er 1928 das Gefallenen-Denkmal am Jagdhaus in Baden-Baden sowie 1934 das Feldartillerie-Denkmal in Rastatt.